# 布萊丁山
布萊丁山（英語：Mount Brading），是南極洲的山峰，位於葛拉漢地的努登舍爾德海岸，處於拉森灣東北端以東7公里，由英國研究隊測量，現時由南極條約體系管理。